# Julius Thomsen (chemik)

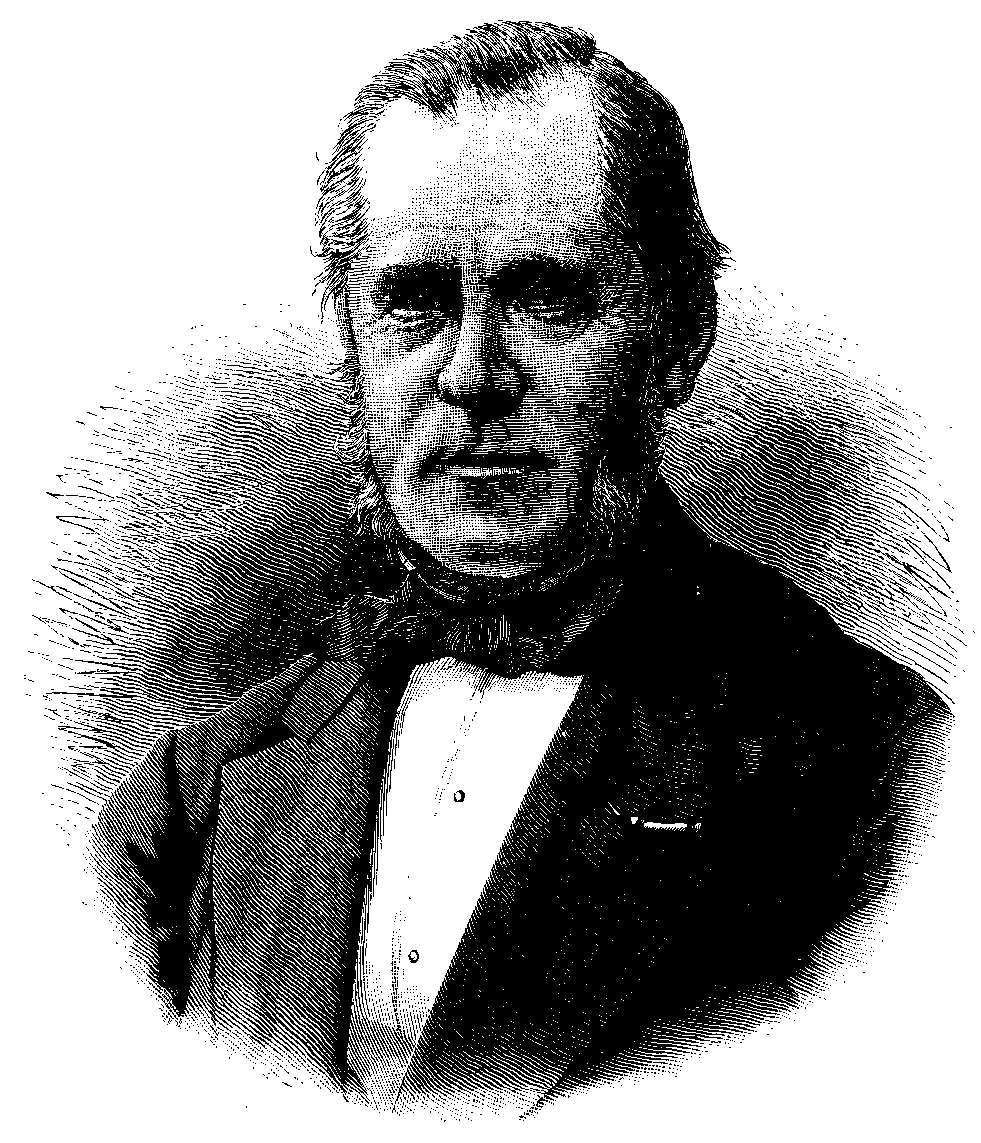
Julius Thomsen

Julius Thomsen (1826–1909) – duński chemik, jeden z twórców termochemii. Dokonał pomiaru ciepła wielu reakcji chemicznych. W 1873 roku udowodnił, że ciepło reakcji zobojętniania mocnych kwasów mocnymi zasadami ma wartość stałą. Był profesorem Uniwersytetu Kopenhaskiego.